# Turka (stacja kolejowa)
Turka (ukr. Турка) – stacja kolejowa w Turce, w rejonie samborskim, w obwodzie lwowskim, na Ukrainie. Znajduje się na linii Sambor – Czop.

## Historia
Stacja została otwarta w dniu 24 sierpnia 1905, gdy tereny te należały do Austro-Węgier. Z tego okresu zachował się budynek stacyjny w stylu galicyjskim. Stację początkowo nazwano Turka nad Stryjem. Obecna nazwa jest używana po 1952. Stację zelektryfikowano w 1968.
Na stacji zatrzymują się pociągi podmiejskie oraz dalekobieżne.